# TWD Investments Nyrt.
A TWD Investments Nyrt. a Budapesti Értéktőzsdén jegyzett vállalat, Magyarország elsőszámú Sierra Leone-szakértője.[forrás?] A nyugat-afrikai ország közel tíz éve tartó töretlen gazdasági fejlődésének következtében az üzleti élet számos területén erős kereslet jelentkezett termékek és szolgáltatások biztosítására. A vállalat, mint az ország egyik elismert szakértője a két ország közötti gazdasági kapcsolatok erősítését és a működő tőke áramlását hívatott elősegíteni szakembereik által készített szaktanácsadói anyagaival.
A vállalat mind gazdasági, mind politikai kapcsolatai erősnek mondhatóak a nyugat-afrikai országban. Stratégiai partnerük, a TWD SL immáron több mint négy éve üzemeltet gazdasági társaságot. A helyi vállalkozás számos bányakoncessziót birtokol, gyémántkitermeléssel foglalkozik.
A TWD Investments Nyrt. szaktanácsadással segíti a magyar befektetők, üzletemberek eligazodását Sierra Leonéban, valamint saját ingatlanberuházási projekttervéhez keres üzleti partnereket.
Stratégiai partnerük, a TWD SL, gyémántkitermelési koncesszióval rendelkezik Kono megyében immáron több mint négy éve. Szakmai tapasztalata, helyismerete támogatja a TWD Investments Nyrt. munkáját a magyar piacon.

## Tőzsdei jelenlét
A TWD Investments Tanácsadó és Kereskedelmi Nyilvánosan Működő Részvénytársaság részvényeivel a Budapest Értéktőzsdén az ún. technikai, azaz "T" kategóriában kereskednek. A Társaság "A" sorozatú törzsrészvényeinek ISIN kódja: HU0000126479. A Társaság részvényeinek névértéke: 10 forint / db. A tőzsdére bevezetett részvénymennyiség: 17.759.505 db

## Igazgatóság
A cég igazgatóságának tagjai: Dámosy Zsolt, Vraskó Attila és Korbuly Levente

## Hírek
A Társaság időről-időre tájékoztatja a részvényeseket valamint érdeklődőket a Sierra Leone-i eseményekről, valamint a Társaságot érintő közérdekű információkról. Bővebb információk a Társaság honlapján érhetőek el, illetve RSS csatorna is rendelkezésre áll.
A 2014-es nyugat-afrikai Ebola-járvány kapcsán nőtt az ország egészségügyi kockázata, amit a Társaság folyamatosan nyomon követ és szükség esetén be is számol a magyar médiában. Így többet között az RTL Klub Fókusz című műsorában, a TV2 Napló című műsorában, a Hír24 híradójában, a Gazdasági Rádióban és számos egyéb elektronikus médiumban.